# Štefan Bastič
Štefan Bastič, slovenski duhovnik, * 26. december 1913, Horjul, † 18. april 1945, Jastrebarsko.

## Življenje
Rodil se je kot drugi sin v znani družini župana Ivana Bastiča, po štirih razredih osnovne šole je vstopil v dijaški dom lazaristov pri Srcu Jezusovem v Ljubljani, obiskoval je klasično gimnazijo. Odločil se je za vstop v Misijonsko družbo, po opravljenem noviciatu in končanem bogoslovju je bil skupaj s sosedom Andrejem Lukanom 17. decembra 1938 posvečen v duhovnika. Slovesno novo mašo je imel na svoj rojstni in godovni dan. 
Z začetkom revolucije so bile razmere v Horjulu zelo težke, še bolj za očeta Bastiča, ki je bil župan. 13. junija 1942 so bili pobiti na Brezovici v Ljubljani trije člani Mravljetove družine, naslednjo noč, 14. junija pa so partizani odvedli tudi oba starša Bastič in ju ubili, hišo so izropali. Štefan Bastič se je udeležil pogreba 16. junija 1942. Italijani so zaradi partizanskih akcij požgali vse hiše v vasi. 
Lazaristi so Bastiča poslali na pomoč na Hrvaško, kjer je bil najprej kaplan, od 9. oktobra 1943 pa upravitelj župnije Svetice, saj so tedanjega župnika Andreja Lukana odpeljali partizani. Njegov stric, duhovnik, dr. Anton Zdešar je služboval na Jastrebarskem, kjer je bil duhovni vodja sester usmiljenk in veroučitelj v vzgojnem zavodu. Zaradi osamljenosti ga je Štefan Bastič večkrat obiskal. 18. aprila so neznana letala bombardirala Jastrebarsko in takrat je oba ubila bomba. Sestre usmiljenke so same izkopale grob, pogrebni obred je opravil kaplan Golubić.